# Colégio Presbiteriano Agnes Erskine
O Colégio Presbiteriano Mackenzie Agnes  (CPM Agnes), ou Colégio Mackenzie Agnes, ou ainda, mais popularmente, Colégio Agnes, é uma instituição de ensino de orientação presbiteriana, localizada no Recife, capital de Pernambuco, na Avenida Rui Barbosa, no bairro das Graças. É vizinho de outros colégios históricos e confessionais como o Colégio Damas da Instrução Cristã, o Colégio Marista São Luís, o Colégio Vera Cruz, e após o fim da Avenida Rui Barbosa, já na Praça Parque de Amorim, o Colégio Americano Batista. 
Inicialmente administrado por norte-americanos, é atualmente subordinado à Igreja Presbiteriana do Brasil e parte da rede de ensino do Instituto Presbiteriano Mackenzie.

## História
Fundado em 16 de agosto de 1904 pela missionária norte-americana Eliza Moore Reed, o colégio começou como Colégio Americano Evangélico de Pernambuco localizado num sobrado no Parque de Amorim, à Rua Visconde Goiana. 
A fundadora Miss Eliza More Reed, natural de Pleasant Hill (Missouri), onde nasceu em 1857, enviada pelo Board da Igreja Presbiteriana do Sul dos Estados Unidos da América, mais precisamente por decisão do Comitê de Missões de Nashville, Tennessee, que decidiu pela fundação de um colégio no Recife. 
Em sua origem, foi brevemente um colégio de ensino misto, recebendo crianças católicas e protestantes, brasileiros, ingleses e holandeses, sendo os alunos originais: Olga Nóbrega, Maria Carolina, Jacinto de Melo, Noemi Marinho, Otoniel Marinho, Helcias Marinho, Judite Andrade, Samuel Andrade, George Henderlite, Langdon Henderlite, Maria de Souza Leão, Angelita de Souza Leão, Diógenes de Souza Leão, Augusto Costa, Corina Carneiro, Leonilda Amaral e Agnes Cooper .
Funcionou nos seus primeiros anos como internato feminino  sob a direção de Miss Margareth Moore Douglas, que assumiu a direção em 1906, passando mais tarde a ser um colégio de ensino misto.
A diretora Miss Douglas, nascida em 1875, graduou-se na Winthrop University em 1898 e continuou seus estudos em matemática na Universidade de Chicago. Após concluir seus estudos, ensinou matemática na Ebenezer Academy e na Winthrop University. Foi apontada como missionária pelo comitê executivo de missões estrangeiras da Igreja Presbiteriana no Sul dos Estados Unidos em 1905. Ela nunca se casou, dedicando-se à missão. 
Até sua morte em 1940, Miss Douglas trabalhou como professora de latim, matemática, inglês, educação física, ensino bíblico e desenho; administradora; planejadora de currículo pedagógico; diretora financeira; e supervisora dos professores no internato. Em seus discursos em igrejas nos Estados Unidos, Miss Douglas comumente relatava que seu trabalho no Colégio Agnes não era apenas de administradora, mas de "housekeeper", caseira, da instituição. Ela foi homenageada à época da construção do prédio do Ensino Infantil ao longo da avenida palmeiras no campus do colégio, originalmente chamado de Edifício Douglas. 

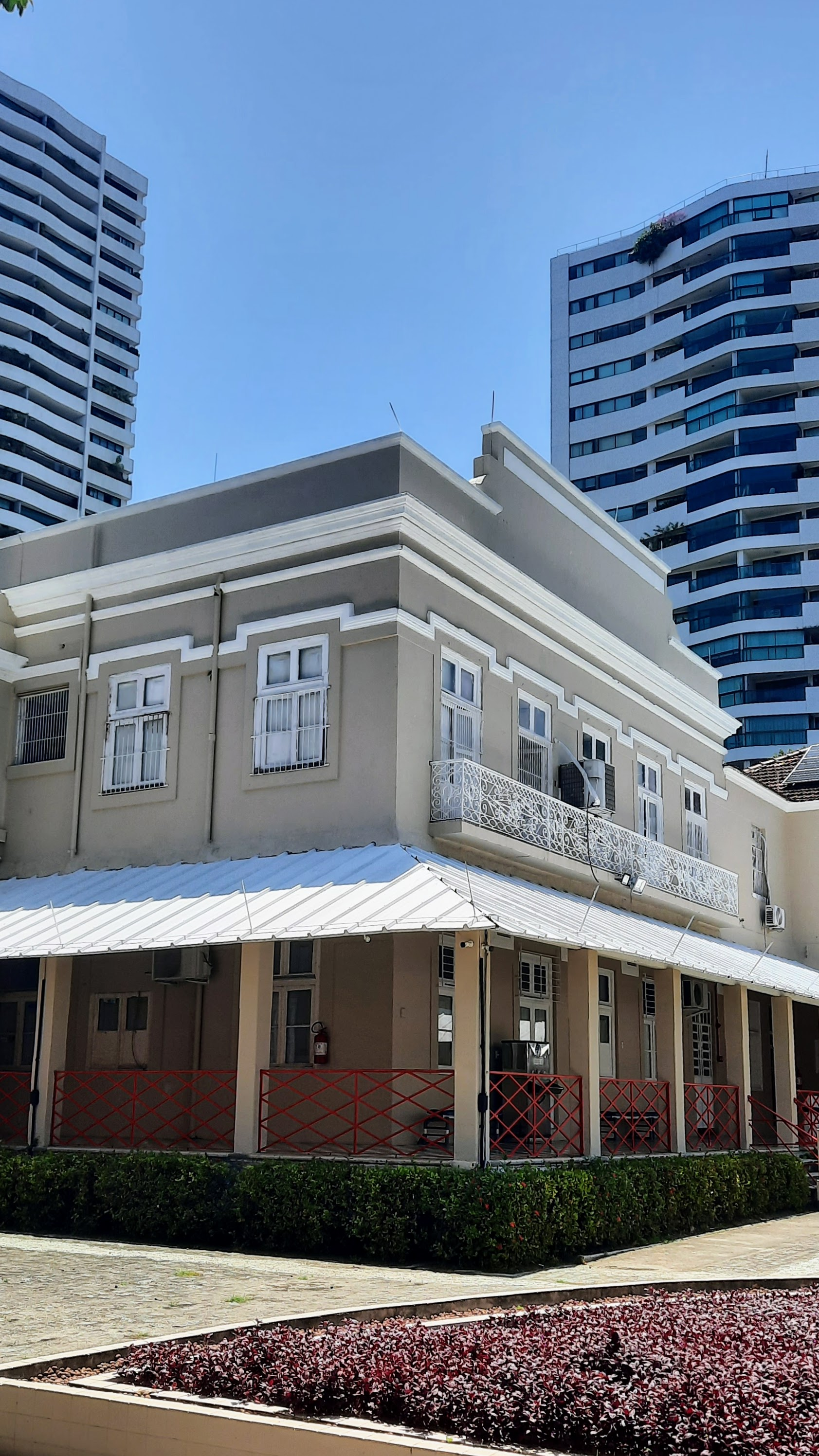
Casarão do Colégio Mackenzie Agnes visto do pátio interno

Em 1913, foi renomeado para Colégio Americano Evangélico Miss Eliza Moore em homenagem à sua primeira diretora.
Em 1920, o Colégio foi transferido para a atual localização na Avenida Rui Barbosa, 704, uma propriedade doada pelo casal norte-americano Mr. e Mrs. Hugh B. Sproul, passando a instituição a denominar-se Colégio Evangélico Agnes Erskine, em homenagem a Mrs. Agnes Erskine B. Sproul . 
Em 1997, por decisão da Comissão Executiva do Supremo Concílio da Igreja Presbiteriana do Brasil, o Colégio mudou de nome mais uma vez perdendo a denominação "Evangélico" para passar-se a chamar Colégio Presbiteriano Agnes Erskine. 
Em parceria com a Universidade Presbiteriana Mackenzie (UPM) lançou em 7 de setembro de 2002 a oferta de cursos de pós-graduação lato sensu nas instalações do colégio. Era de anseio dos administradores do Colégio, ao fim do século XX, de que este fosse porta para a expansão da UPM no Nordeste, diante da então ausência de curso de ensino superior mantido por uma instituição evangélica na região. As aulas iniciaram-se em fevereiro de 2003. 
O estreitamento de laços com o Instituto Presbiteriano Mackenzie (IPM) foi também de ordem econômica, tendo empregado desde então uma série de reformas na infraestrutura e apoiando financeiramente o colégio ao longo dos anos culminando na afinal incorporação.
Em agosto de 2024, à altura aniversário de 120 anos da instituição, foi anunciado que o colégio passaria a se chamar Colégio Presbiteriano Mackenzie Agnes, sendo incorporado ao Instituto Presbiteriano Mackenzie, passando a ser o primeiro Colégio Mackenzie no Nordeste e o segundo mais antigo da rede integrando-se aos outros localizados nas cidades de São Paulo (fundado em 1870), Barueri (fundado em 1981), Brasília (fundado em 1996), Palmas (fundado em 2016) e Castro (fundado em 1915 e incorporado em 2023).

## Campus
O campus está localizado no bairro das Graças, com acesso principal pela Avenida Rui Barbosa e um portão secundário na Rua Amélia, conectados por uma via interna. É formado por vários edifícios sendo o principal uma mansão do século XIX voltada para a Avenida Rui Barbosa e os demais construídos ao longo do século seguinte. Três alas adicionais foram anexadas à construção original para abrigar um refeitório, salas de aula, dormitórios para alunas internas e um auditório, conhecido como salão nobre, onde são realizados cultos diários.
O tombamento da mansão principal já foi recomendado pelo Ministério Público do Estado de Pernambuco .
O Colégio conta com um ginásio poliesportivo inaugurado em 26 de abril de 1968 construído com investimentos vindos do Fundo de Desenvolvimento Presbiteriano e da Segunda Igreja Presbiteriana, em Memphis, Tennessee, Estados Unidos da América, pastoreado pelo Reverendo Henry Russell, eis o nome, Ginásio Russell.

## Ensino Universitário
O colégio é polo do Ensino a Distância (EaD) da Universidade Presbiteriana Mackenzie de cursos de graduação.